# Southeast Missouri State University
Die Southeast Missouri State University ist eine staatliche Universität in Cape Girardeau im US-Bundesstaat Missouri. Sie wurde 1873 gegründet.

## Organisation

### Standorte
Neben dem Hauptcampus in Cape Girardeau gibt es regionale Standorte in Kennett, Malden und Sikeston sowie das Perryville Higher Education Center. Weiterhin gibt es folgende Außenstellen: Harris-Stowe State College in St. Louis, Mineral Area College in Park Hills, Southeast in Poplar Bluff sowie das St. Louis Community College Florissant Valley in St. Louis.

### Einteilung
- Geisteswissenschaften
- Gesundheit und Human Services
- Naturwissenschaften und Mathematik
- Pädagogik
- Wirtschaftswissenschaften (Harrison College of Business)
- School of Graduate Studies

## Zahlen zu den Studierenden und den Dozenten
Im Herbst 2021 waren 9.851 Studierende an der Southeast Missouri eingeschrieben. Davon strebten 8.629 (87,6 %) ihren ersten Studienabschluss an, sie waren also undergraduates. Von diesen waren 61 % weiblich und 39 % männlich; 1 % bezeichneten sich als asiatisch, 9 % als schwarz/afroamerikanisch, 3 % als Hispanic/Latino und 79 % als weiß. 1.222 (12,4 %) arbeiteten auf einen weiteren Abschluss hin, sie waren graduates. Es lehrten 503 Dozenten an der Universität, davon 352 in Vollzeit und 151 in Teilzeit.
2007 waren etwa 10.300 Studenten eingeschrieben, 2016 waren es 11.978, 2017 11.502, 2018 11.071, 2019 10.637 und 2020 10.001.

## Sport
Die Sportteams der Southeast Missouri State University sind die Redhawks. Die Hochschule ist Mitglied der Ohio Valley Conference.